# Campeonato Mundial de Triatlón de 1994
El VI Campeonato Mundial de Triatlón se celebró en Wellington (Nueva Zelanda) el 27 de noviembre de 1994 bajo la organización de la Unión Internacional de Triatlón (ITU) y la Federación Neozelandesa de Triatlón.

## Resultados
| Evento    | Oro                       | Plata                     | Bronce                     |
| --------- | ------------------------- | ------------------------- | -------------------------- |
| Masculino | Spencer Smith Reino Unido | Brad Beven Australia      | Ralf Eggert · Alemania     |
| Femenino  | Emma Carney Australia     | Anette Pedersen Dinamarca | Sarah Harrow Nueva Zelanda |

### Masculino
| Puesto            | Triatleta     | País        |       |         |       | Final   |
| ----------------- | ------------- | ----------- | ----- | ------- | ----- | ------- |
| Medalla de oro    | Spencer Smith | Reino Unido | 17:45 | 1:00:21 | 32:57 | 1:51:04 |
| Medalla de plata  | Brad Beven    | Australia   | 17:45 | 1:02:04 | 31:58 | 1:51:49 |
| Medalla de bronce | Ralf Eggert   | Alemania    | 18:45 | 1:01:06 | 32:48 | 1:52:40 |

### Femenino
| Puesto            | Triatleta       | País          |       |         |       | Final   |
| ----------------- | --------------- | ------------- | ----- | ------- | ----- | ------- |
| Medalla de oro    | Emma Carney     | Australia     | 20:18 | 1:07:05 | 35:44 | 2:03:19 |
| Medalla de plata  | Anette Pedersen | Dinamarca     | 20:53 | 1:07:53 | 36:54 | 2:05:31 |
| Medalla de bronce | Sarah Harrow    | Nueva Zelanda | 20:04 | 1:08:16 | 38:31 | 2:06:52 |

## Medallero
| Núm. | País          | Oro | Plata | Bronce | Total |
| ---- | ------------- | --- | ----- | ------ | ----- |
| 1    | Australia     | 1   | 1     | 0      | 2     |
| 2    | Reino Unido   | 1   | 0     | 0      | 1     |
| 3    | Dinamarca     | 0   | 1     | 0      | 1     |
| 4    | Alemania      | 0   | 0     | 1      | 1     |
| 4    | Nueva Zelanda | 0   | 0     | 1      | 1     |
|      | TOTAL         | 2   | 2     | 2      | 6     |